# Gonium
Гоніум (Gonium) — рід колоніальних водоростей ряду Chlamydomonadales. Типові колонії мають від 4 до 16 клітин, усі однакового розміру, розташовані у вигляді плоскої пластини. У колонії з 16 клітин чотири знаходяться в центрі, а інші 12 — з чотирьох боків, по три в кожній.   Колонії з 4-8-16 клітин, розташованих у плоскій чотирикутній пластинці та вбудовані в загальний желатиновий матрикс або з’єднані широкими драглистими нитками. Клітини від яйцеподібних до грушоподібних, з одним чашеподібним хлоропластом, що містить один піреноїд. Кожна клітина має дві вії однакової довжини, скорочувальні вакуолі біля основи війок і очну пляму. Чотири- та восьмиклітинні колонії з віями на одній стороні ; шістнадцятиклітинні колонії з чотирма центральними клітинами, які мають вії з одного боку, і дванадцятьма крайовими клітинами з радіально розташованими віями.
Нестатеве розмноження одночасним поділом усіх клітин колонії з утворенням аутоколоній або утворенням 2-4 зооспор у кожній клітині.
Статеве розмноження ізогамне, злиттям біцилійних зоогамет.

## Еволюція
Рід Gonium представляє види, тісно пов'язані з одноклітинними Chlamydomonas і багатоклітинними диференційованими Volvox. Ряд Volvocales є визнаною модельною системою для вивчення багатоклітинної еволюції. Gonium і родина Tetrabaenaceae містять види, що представляють колонієутворення серед одноклітинних. Морфологія колоній схожих клітин Gonium свідчить про те, що він більш генетично схожий на Chlamydomonas, ніж на Volvox, факт, підтверджений філогенетичним аналізом. 
Вважається, що Volvocales еволюціонували в дванадцять окремих етапів.  Gonium представляє перші шість еволюційних кроків багатоклітинності;  (1) неповний цитокінез, (2) часткова інверсія, (3) обертання базальних тілець, (4) організмова полярність, (5) трансформація клітинної стінки в позаклітинний матрикс, (6) генетичний контроль кількості клітин. Хоча точний порядок і прогресування через дванадцять етапів багатоклітинної еволюції Девіда Кірка, ймовірно, не обов’язково є лінійними, і кожен з них відбувається більш динамічно, ніж вважалося спочатку.

## Життєвий цикл
Гоніум, будучи еволюційно спорідненим з Chlamydomonas, має життєвий цикл, який є похідним від життєвого циклу Chlamydomonas. Клітини гоніуму ростуть нестатево у вигляді колоній з 4, 8 або 16 колоніальних клітин. Ріст клітин і колоній Gonium не пов’язаний із поділом клітин, як і Chlamydomonas, і кожна клітина в колонії ділиться шляхом багаторазового поділу. Таким чином, кожна клітина всередині колонії буде ділитися 2, 3 або 4 рази, утворюючи таким чином 2 «n» дочірніх клітин або 4, 8 або 16 клітин всередині колонії. На відміну від Chlamydomonas, де кожна з дочірніх клітин відділяється одна від одної, дочірні клітини Gonium залишаються прикріпленими одна до одної у своєму позаклітинному матриксі.
Статевий цикл Gonium також дуже схожий на цикл Chlamydomonas. Статева програма Gonium індукується дефіцитом азоту, коли кожна вегетативна клітина в колонії диференціюється в гамети. Гамети гоніуму ізогомні, або однакові за розміром, одноклітинні. Одноклітинні гамети Gonium відриваються від багатоклітинних колоній, коли починається статева програма. Так само, як у Chlamydomonas, існує дві «статі», які контролюються генами,  схожими до Chlamydomonas і Volvox. 